# أليكسا تشونغ
أليكسا تشونغ (بالإنجليزية: Alexa Chung) (من مواليد 5 نوفمبر 1983) كاتبة ومقدمة برامج تليفزيونية ومصممة أزياء بريطانية ومؤثرة في مواقع التواصل، كتبت مقالات دورية في صحيفة إندبنتنت ومجلة فوغ البريطانيتين، وأصدرت في العام 2013 كتاب «أي تي»، وأطلقت علامتها التجارية في مايو 2017. وأغلقت في عام 2022. خلال فترة جائحة كورونا العالمية مثلت تحديًا للشركات الصغيرة المستقلة بلا استثناءً.

## نشأتها
ولدت تشونغ في بريفيت، هامبشاير، ابنة جيليان وفيليب تشونغ. والدها من أصول صينية مختلطة وإنجليزية، بينما والدتها من أصل إنجليزي. كبرت كان لديها مهر وذهبت إلى دروس الرقص. التحق تشونغ بمدرسة حكومية ثانوية في مدرسة بيرينز المحلية وقضى الصف السادس في كلية بيتر سيموندس في وينشستر. قبلت في كينجز كوليدج لندن لدراسة اللغة الإنجليزية وكلية تشيلسي للفنون لدراسة الفن، ولكنها وكالة عارضي أزياء اكتشفتها وهي في سن ال 16.

## روابط خارجية
- أليكسا تشونغ على موقع IMDb (الإنجليزية)
- أليكسا تشونغ على موقع قاعدة بيانات الفيلم (الإنجليزية)
- أليكسا تشونغ على موقع دليل عارضات الأزياء (الإنجليزية)
- alexa_chung على تويتر.
- أليكسا تشونغ في قاعدة بيانات الأفلام على الإنترنت